# Two Worlds II
Two Worlds II è un videogioco di ruolo d'azione sviluppato dalla casa polacca Reality Pump e pubblicato dalla casa tedesca TopWare Interactive.
Il videogioco è caratterizzato da una ambientazione fantasy open world, e da elementi tipici dei videogiochi hack 'n slash e survival horror. Il gioco è stato pubblicato nel 2010.

## Trama
Il gioco inizia qualche tempo dopo gli eventi del precedente Two Worlds. In un breve filmato introduttivo si assiste ad una feroce battaglia, in cui gli uomini, guidati dal capitano Sordahon, affrontano gli Orchi, guidati dal capitano Zarg. La vittoria sembra arridere ai secondi, quando essi vengono improvvisamente sterminati da un sortilegio del mago oscuro Gandohar, già apparso nel precedente gioco.
Gandohar è riuscito ad imporsi come imperatore di Antaloor. L'anonimo protagonista e la sua sorella gemella Kyra sono suoi prigionieri e Gandohar sfrutta Kyra come contenitore dello spirito del dio del fuoco Aziraal, volendo dominare il mondo col suo potere. Un gruppo di Orchi superstiti (il guerriero Rogdor, l'arciere Nortar e il mago Ghortarius), insieme a una mezz'orca di nome Dar Pha, penetra nelle segrete della fortezza di Vahkmaar e libera il fratello di Kyra, del quale il giocatore prende il controllo. Grazie all'aiuto degli Orchi, il protagonista raggiunge un portale magico e fugge dal castello, teletrasportandosi sull'isola di Alsorna, una di tante che compongono un arcipelago nella regione delle Swallows, dove è ambientata la partita. Qui l'eroe conosce la profetessa Cassara, che ha organizzato la sua evasione. L'enigmatica donna intende scoprire la chiave del potere di Gandohar per rovesciarlo. Essendo anche il protagonista desideroso di vendicarsi e di liberare Kyra, si fa indirizzare alla Torre delle zanne, dove Gandohar potrebbe aver lasciato dei materiali utili ai loro scopi. Sempre a Hatmandor si sta formando una resistenza all'imperatore.

### Capitolo I: Verso la torre
- Bayan – Il protagonista si teletrasporta a Bayan, cittadina collocata nella savana dell'isola di Erimos, ad un giorno da Hatmandor. Il piccolo paese è stato colpito dalla siccità ed è ridotto in miseria, perché i capi del vicino villaggio di Halhim bloccano le vie di rifornimento. Un altro pericolo proviene dai Varn, creature umanoidi con la testa da sciacallo, che imperversano per le contrade attorno Hatmandor.
- Hatmandor – Raggiunta Hatmandor, il protagonista deve vedersela con Gart Valamir, il comandante delle guardie. Per ottenere da lui l'accesso alla città, il protagonista gli offre di infiltrarsi nella malavita e aiutarlo a scoprire il responsabile di alcuni misteriosi omicidi e soprattutto catturare un boss criminale di nome Mirage, che Valamir bracca da tempo. Intanto il protagonista ne approfitta per indagare sulla resistenza contro l'imperatore e viene a sapere di un uomo chiamato "Capitano", che potrebbe sapere come entrare nella Torre delle zanne.
- Torre delle zanne – Il Capitano  suggerisce al protagonista di rivolgersi a Dattan, l'ultimo superstite della gilda dei maghi, che conosce le gallerie attraverso le quali accedere alla Torre delle zanne. Dattan aiuta il protagonista e, prima di separarsi da lui, celebra un rituale magico ed evoca dei golem, con i quali attaccare la miniera di cristalli di Vèrita, sperando in tal mondo di colpire gli interessi dell'impero e fornire al protagonista un diversivo. Questi entra nella tetra Torre delle zanne e, battuti i nemici che la infestano, raggiunge l'ultimo piano e scopre il diario di Gandohar. Sconfitto un mostro chiamato Mietitore, il protagonista ritorna sull'isola di Alsorna e consegna il diario a Cassara. La profetessa, dopo averlo letto, conclude che la traccia per scoprire l'origine del potere di Gandohar porta all'università di Veneficus, nella città di Nuova Ashos, sull'isola di Eollas.

### Capitolo II: Presente passato
- New Ashos – Raggiunta Nuova Ashos, il protagonista rintraccia un certo professor Kaineth, un vecchio compagno di studi di Gandohar, che gli suggerisce di farsi operare agli occhi da un veggente di nome Eric per acquisire a sua volta la veggenza.
- The Swallows – Il protagonista si fa dunque operare agli occhi e visita poi insieme al professor Kaineth la vecchia città di Ashos e la vecchia sede dell'università entrambe distrutte e abbandonate. Ripercorrendo i luoghi del passato dell'imperatore di Antaloor, il protagonista ha delle visioni sulle origini della regione delle Swallows, un tempo ricca e fiorente e sede dell'antica civiltà dei Tearchi, della quale Gandohar si riteneva l'erede, poi devastata dagli esperimenti di magia oscura operati dallo stesso Gandohar, che hanno fatto inaridire la terra, ucciso gli abitanti e tramutato gli animali in mostri terrificanti. L'eroe fa quindi ritorno all'isola di Alsorna per riferire alla profetessa Cassara, ma ad attenderlo trova il capitano Sordahon, riportato in vita dai poteri oscuri dell'imperatore, col quale ingaggia un combattimento all'ultimo sangue. Sconfitto il nemico, il protagonista si riunisce a Dar Pha e a Ghortarius, che lo fa teletrasportare nelle paludi sull'isola di Eikronas.

### Capitolo III: La sventura di Tir Geal
- Tir Geal – L'isola di Eikronas risulta essere schermata da una barriera stregata, che impedisce al protagonista di andarsene, e in più è infestata da orde di morti viventi. Al villaggio di Tir Geal il protagonista viene indirizzato da un villico di nome Aidan ad un tempio, dove il sacerdote Garadel gli spiega che la responsabile di tutto è una strega di nome Nalia, che abita ai confini della palude, e gli ordina di ucciderla. Rintracciata la strega, questa si dichiara un'innocente guaritrice, nonché vecchia fiamma di Gandohar. Il fratello di Kyra torna a Tir Geal, ove scopre che Aidan è sparito nelle paludi.
- Le catacombe – Accompagnato da Nalia, il protagonista rintraccia Aidan nelle catacombe, ove l'uomo si è rifugiato dopo essere stato attaccato dai non-morti. Irrompe sulla scena il sacerdote Garadel, che dichiara di essere in verità il "Primogenito di Aziraal", un demone confinato in un corpo mortale e intrappolato sull'isola proprio per volontà del dio del fuoco. Il Primogenito era stato evocato anni prima da Gandohar, col quale aveva barattato metà del proprio cuore in cambio della promessa di liberarlo. Il finto sacerdote si tramuta in un demone fiammeggiante e affronta il protagonista, che però riesce a ucciderlo e gli estrae la rimanente metà del cuore. La barriera magica si infrange e permette al protagonista di ritornare ad Alsorna, a raccontare tutto quello che sa a Cassara. La donna afferma che ormai è giunto il momento della resa dei conti e ordina al protagonista di tornare al castello di Vahkmaar per eliminare l'imperatore.

### Capitolo IV: Ogni pezzo al suo posto
- Castello di Vahkmaar – L'eroe si introduce attraverso un passaggio segreto nei sotterranei del castello di Vahkmaar, ove trova ad attenderlo le guardie, che però non si mostrano ostili. A sorpresa, anche Dar Pha e la stessa Kyra gli dicono di non attaccare Gandohar e di ascoltare ciò che lui ha da dire. Viene rivelato che per tutto questo tempo in cui l'imperatore sfruttava il potere del dio Aziraal, quest'ultimo a sua volta manipolava l'imperatore per i suoi fini personali: risorgere, distruggere gli antichi dèi e tutta la vita su Antaloor e rimodellare il mondo a propria immagine. Neppure Gandohar vuole un simile disastro, per cui chiede al protagonista di aiutarlo a scongiurarlo. Proprio in quel momento fa irruzione Cassara, che rivela di avere sempre saputo dei piani di Aziraal e di volerli fare avverare, infatti la sua razza rimarrebbe l'unica in vita a dominare sul mondo di fuoco. La profetessa quindi manifesta la sua vera natura: un enorme drago rosso. Gandohar si accinge ad affrontarla e manda via Kyra e suo fratello, perché completino un rituale da lui approntato sul sarcofago nel quale gli dèi originariamente avevano sigillato Aziraal. Il drago ha ragione dell'imperatore, quindi attacca la torre con il sarcofago, vomitando dei golem di fuoco ad assisterla nel combattimento. Ma il protagonista riesce ad abbattere il mostro con delle baliste e, tagliatogli la lingua, unitala al sangue d'orco di Dar Pha e al cuore del Primogenito, compie il rituale e sigilla nuovamente Aziraal nel sarcofago. Al finale, Kyra succede a Gandohar come imperatrice di Antaloor, mentre suo fratello fa ritorno ad Alsorna con Dar Pha.

## Classi
Per cambiare classe basta equipaggiare l'arma desiderata. Alcune armature e abiti, impediscono l'utilizzo di alcune armi: se per esempio si indossa una armatura in acciaio, non si può equipaggiare un arco.

## Livello e abilità
Il giocatore partirà dal livello 1 fino ad arrivare al livello 40 nella campagna giocatore singolo. Mentre nella modalità Multiplayer il livello è infinito. Salendo di livello si potrà incrementare quattro paramentri: Resistenza, Forza, Precisione e Volontà. Inoltre salendo di livello si potranno spendere 2 punti per potenziare le abilità di qualsiasi classe. Da notare però che ogni abilità si può sbloccare solo esclusivamente apprendendola da i "manuali" ottenibili saccheggiando forzieri e cadaveri dei nemici uccisi o comprandoli dalle bancarelle dei negozianti nelle città.

## Le Gilde
Di seguito sono riportate le 5 gilde alle quali potersi unire, per svolgere svariati incarichi e missioni secondarie:
- Gilda dei guerrieri - La gilda dei guerrieri o dei combattenti, e stata recentemente attaccata dal demone Sangaire che aveva diletto nel possedere i membri della gilda, trasformandoli in mostri. Grazie all'aiuto del fratello di Kyra la gilda ritorna sicura. Inoltre l'eroe ne diventerà rispettato membro dopo aver vinto dieci duelli nella arena Paindome.
- Gilda dei mercanti.
- Gilda dei ladri - L'eroe verrà a conoscenza di tale gilda per caso, compiendo altre missioni nelle fogne della cittadina di Cheznaddar, dove è accampata la gilda.
- Gilda dei maghi - La gilda dei maghi si è ormai sciolta da tempo, e gli ultimi membri sono stati uccisi durante un'imboscata in una caverna, dai Grom, su ordine del capitano Sordahon. L'unico sopravvissuto e nonché esponente più importante e il Maestro Dattan.
- Gilda dei negromanti.

## Multiplayer
In multiplayer si può giocare in 6 modalità: avventura, duello, deathmatch e caccia ai cristalli e difesa (DLC). Mentre nella campagna giocatore singolo si può essere solamente di razza umana, nel multiplayer si può scegliere in totale 6 razze: Umano, Elfo, Elfo scuro, Mezzelfo e Mezzonano.

### Avventura
In questa modalità si percorrerà una nuova storia che si distacca completamente da quella principale. Si può giocare fino ad 8 giocatori. Di seguito è riportata la trama.
L'imperatore Gandohar recluta il protagonista per trovare un sarcofago nascosto nelle rovine elfiche. Per arrivare al sarcofago bisogna attivare il “Pozzo della Saggezza”, che secondo le leggende può svelare l'ubicazione del sarcofago, passando per la cittadina di Vokar. Purtroppo il solo a conoscerne la strada per la cittadina è lo stregone Dorthar. Quest'ultimo informa l'eroe che gli abitanti del paese vicino gli hanno chiesto di aiutarlo ad sventare la minaccia dei non morti che infestano il cimitero. Ma poiché il mago pratica la magia della vita e non della morte, non può fare niente. Dorthar chiede dunque al protagonista di ripulire il cimitero, ed in cambio lui gli rivelerà la strada per Vokar. Una volta sgominati i nemici, Dorthar rivela la strada all'eroe: attraverso la miniera maledetta, così chiamata poiché vi dimora uno spirito malvagio risvegliato dai minatori molto tempo fa.

### Duello
In questa modalità ci si affronta come nei combattimenti dei gladiatori.

### Deathmatch
In questa modalità ci si affronta quattro contro quattro.

### Villaggio
In questa modalità bisogna costruire e poi amministrare il villaggio di Tauronga. Inoltre il capovillaggio ci darà varie missioni come eliminare i mostri che minacciano la serenità del villaggio. Si ha inoltre la possibilità di creare ben 15 diversi tipi di strutture.

### Caccia ai cristalli
In questa modalità bisogna recuperare il più velocemente i cristalli che appaiono, dell'avversario.

### Difesa
In questa modalità, bisogna sopravvivere a 10 ondate di 15-30 nemici, difendendo l'imperatore Gandohar, o il comandante Sordahon, che hanno solo 100 punti ferita. Se muoiono la partita finisce, mentre se si vince, si riceverà un cristallo per potenziare un'arma o l'armatura. Le mappe sono 5.

## Nemici
Ci sono varie specie e razze di mostri che si possono trovare nel mondo di Antaloor. Da notare il fatto che i nemici una volta eliminati non si rigererano più: ciò rende impossibile accumulare più di una certa quantità di esperienza eliminando i nemici e quindi superare un certo livello.

## Two Worlds II: Pirates of the Flying Fortress
Il 26 ottobre 2011 è uscito il DLC Two Worlds II: Pirates of the Flying Fortress.

## Two Worlds II: Call of the Tenebrae
Il 15 giugno 2017 è stato pubblicato per computer, il DLC Two Worlds II:  Call of the Tenebrae.

## Two Worlds II: Shattered Embrace
Il 6 dicembre 2019 è uscito l'ultimo DLC Two Worlds II: Shattered Embrace.

## Colonna sonora
La colonna sonora è stata composta da tre musicisti: Borislav Slavov per le musiche di Two Worlds II e Pirates of the Flying Fortress; Goran Bastinac per le musiche di Call of the Tenebrae e Echoes of the Dark Past II; e infine Dominika Barabas per le musiche di Echoes of the Dark Past.
Nel primo album che segue, la traccia "Rock Vocal Theme" è cantata da Margarita Chilla, mentre la base di chitarra elettrica e di Branislav Momchev.
Di seguito è riportata diverse tracce dell'album 'Two Worlds II ~ Official Soundtrack, composto da Borislav Slavov.
1. Main Theme
Tema principale
2. Trail Of Hatmandor
Pista di Hatmandor
3. The Golden Cliff
La scogliera dorata
4. Dragon Queen
Regina drago
5. Brooding Lands
Terre meditabonde
6. Jungle of Antaloor
Giungla di Antaloor
7. Heart of The Wild
Cuore del selvaggio
8. A Far East Dream
Un sogno del lontano est
9. New Ashos
 New Ashos
10. Edge of Darkness
Confine dell'oscurità
11. Grave March
Marcia tombale
12. Lands of Despair
Terre di disperazione
13. Road To Temptation
Strada di tentazione
14. New World
Nuovo mondo
15. Voices From The Past
Voci dal passato
16. Veneficus University
Università velenosa
17. Hounted Grounds
Terreni perseguitati
18. Sands and Blood
Sabbie e sangue
19. Eastern Flavors
Sapori dell'est
20. Desert Traces
Tracce del deserto
21. Into The Mist
Dentro la foschia
22. Green Fields Of Antaloor
Campi verdi di Antaloor
23. Ad Mortem
Fino alla morte
24. Under Canvas
Sotto la tela
25. Theme (Reprise)
Tema (Ritornello)
26. Little Teardrop
Piccola lacrima
27. Rock Vocal Theme
Tema vocale rock

Two Worlds II - Pirates of the Flying Fortress ~ Official Soundtrack, composto da Borislav Slavov.
1. Sails And Journeys
2. Cartographer's Mind (Part I)
3. Pirates' March
4. Trip Inside A Dream
5. Pirates of the Flying Fortress
6. Buccaneers Route
7. Sinister Breath
8. Venture.Fight.Explore
9. Green Fields Of Antaloor II
10. Winds and Stories
11. Dead Man's Dance
12. Cartographer's Mind (Part II)
13. Every Path You Take
14. New Ashos (Subconscious)
15. Creeping Darkness
16. Unreal Encounters
17. Timeless
18. Buccaneers Route - Epilogue
19. Pirates of the Flying Fortress (Reprise)

Two Worlds II - Call of the Tenebrae ~ Official Soundtrack, composto da Goran Bastinac.
1. Main theme
2. Weapons on fire
3. Heroes heart
4. Till the end
5. Clouds of Antaloor
6. We will meet again
7. Return to Dorchad
8. We stay strong
9. Chants of stone
10. Monastery Tenebrae
11. Secret unveiled

Two Worlds II - Echoes of the Dark Past ~ Official Soundtrack, composto da Dominika Barabas.
1. The Forbidden Mines - Memories 1 - Black Rumors
2. The Forbidden Mines - Memories 2 - Entanglement
3. The Forbidden Mines - Memories 3 - Bloody Resurrection
4. The Forbidden Mines - Memories 4 - Soulless Expectation
5. The Forbidden Mines - Scraps of Dignity 1 - A Sudden Stampede
6. The Forbidden Mines - Scraps of Dignity 2 - Guilt Trip
7. The Forbidden Mines - Scraps of Dignity 3 - Traces of Consciousness
8. The Begrimed Grotto - Welter Hope 1 - Flutter Ash
9. The Begrimed Grotto - Welter Hope 2 - Flashes of Cleansing
10. The Begrimed Grotto - Welter Hope 3 - Reborn by Himself
11. The Begrimed Grotto - The Will to Survive 1 - Seductive Dignity
12. The Begrimed Grotto - The Will to Survive 2 - Never Too Late
13. The Begrimed Grotto - The Will to Survive 3 - Self-Awareness
14. The Lost Temple - CoT - Weapons on Fire
15. Bonus Track - CoT - Main theme

Two Worlds II - Echoes of the Dark Past II ~ Official Soundtrack, composto da Goran Bastinac.
1. Echoes of the Dark Past Main theme
2. Signes in the sand
3. Beyond quest
4. Shield Gods
5. As long as we stand
6. Drums of darkness
7. Vox Ambis
8. Through the ghosts
9. Dungeons Part I
10. Dungeons Part II
11. Dungeons Part III
12. Dungeons Part IV
13. Evil within village
14. Into the catacombs
15. Knight of the desert Part I
16. Knight of the desert Part II
17. Knight of the desert Part III

## Accoglienza
La rivista Play Generation diede alla versione per PlayStation 3 un punteggio di 78/100, apprezzando le numerose missioni, la mappa enorme e le interessanti opzioni di personalizzazione dell'eroe e come contro i combattimenti "rigidini" ed il comparto tecnico veramente impresentabile, finendo per trovarlo un action RPG molto longevo, ma con serissimi problemi tecnici e meccaniche di combattimento poco accattivanti.